# Zadni Staw Gąsienicowy
Zadni Staw Gąsienicowy – tatrzańskie jezioro z grupy Gąsienicowych Stawów. Położone jest w Dolinie Zielonej Gąsienicowej na wysokości 1852 m n.p.m., pod zachodnią ścianą Kościelca. Według danych z przewodnika Tatry Wysokie Witolda Henryka Paryskiego powierzchnia jeziora wynosi 0,53 ha (długość 106 m, szerokość 66 m), głębokość 8,0 m. Na zdjęciu satelitarnym z 2004 r. powierzchnia jest nieco mniejsza i wynosi 0,515 ha. Wody z jeziora spływają po stromej ścianie skalnej do Długiego Stawu Gąsienicowego.
Jest najwyżej położonym ze wszystkich stawów w Dolinie Gąsienicowej. Przez większą część roku jest zamarznięty. Taje w miesiącach czerwiec-sierpień, a zamarza we wrześniu-październiku. Nad jego brzegiem rośnie rzadka w Karpatach turzyca Lachenala.
Zadni Staw Gąsienicowy jest niedostępny dla turystów. Najlepiej widoczny jest z czarnego szlaku na Świnicką Przełęcz oraz z wierzchołka Kościelca.

## Przypisy

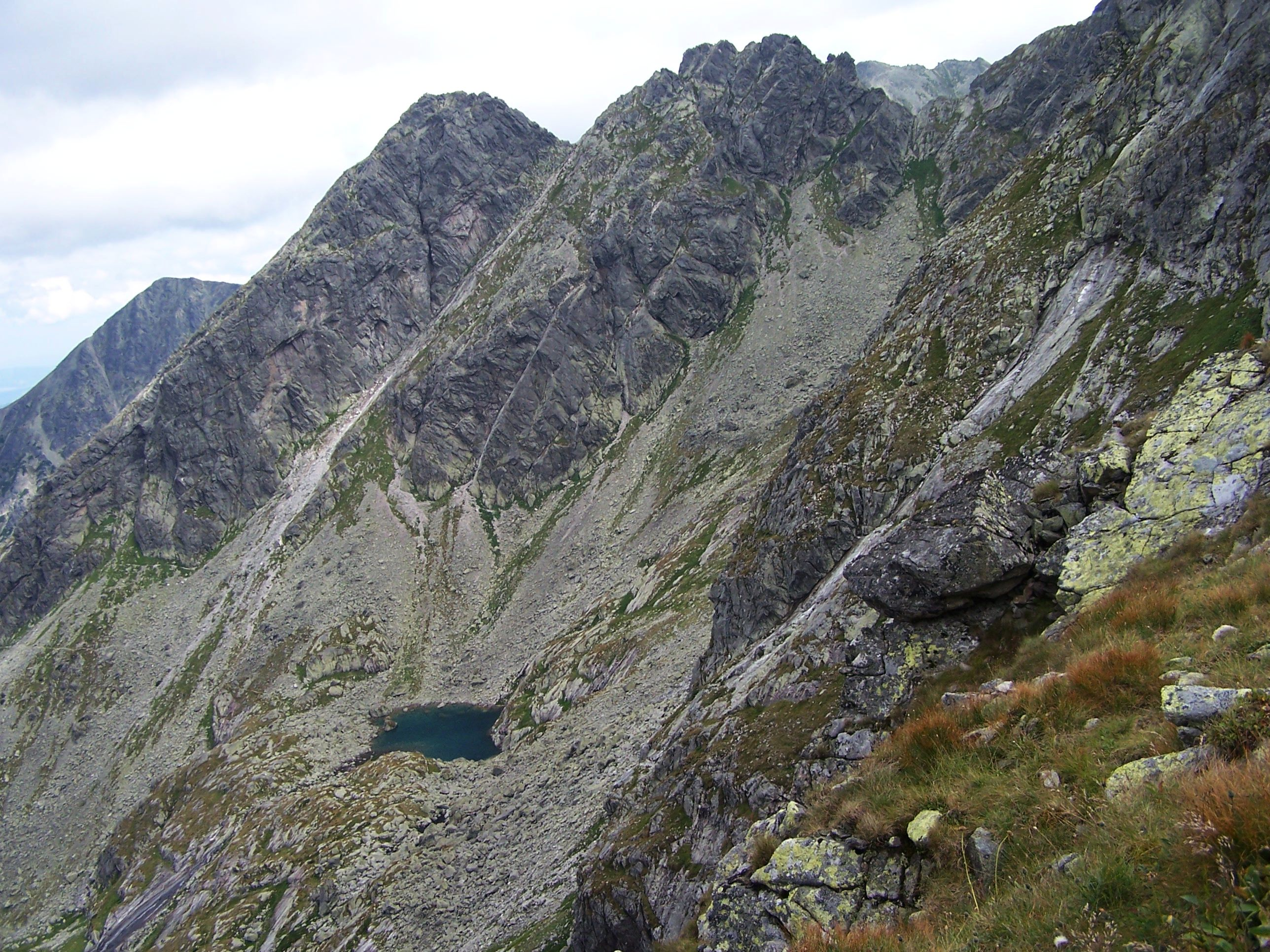
Zadni Staw Gąsienicowy w ścianach Kościelca